# Korbflechter-Museum der Roma (Komotini)
Das Korbflechter-Museum der Roma (griechisch Μουσείο Καλαθοπλεκτικής των Ρωμά Mousío Kalathoplektikís ton Romá) ist ein Museum für Volkskunst im Dorf Thrylorio (Θρυλόριο) in der nordgriechischen Gemeinde Komotini.

## Ausstellung
Das Museum wurde 1995 von der Thrakien-Gesellschaft gegründet und zeigt das traditionelle Korbflechterhandwerk der verschiedenen Roma-Gruppen aus Gebieten Griechenlands, Bulgariens und der Türkei. Ausgestellt werden Materialien und Werkzeuge sowie der Herstellungsprozess. In weiteren Räumen werden die verschiedensten Korbwaren ausgestellt und es gibt eine Werkstatt.
Darüber hinaus werden Korbwaren von Griechen, Pomaken, Bulgaren und Türken aus der Großregion Thrakien sowie Beispiele von Korbwaren von Griechen aus dem Schwarzmeergebiet gezeigt.
Zu den Ausstellungsstücken gehören der kleinste Korb der Welt, Heilungs-Korb und Glückskorb.